# Apolysis anomala
Apolysis anomala är en tvåvingeart som först beskrevs av Hesse 1975.  Apolysis anomala ingår i släktet Apolysis och familjen svävflugor. Inga underarter finns listade i Catalogue of Life.